# چهاربرج (گناوه)
چهاربرج، روستایی از توابع بخش ریگ شهرستان گناوه استان بوشهر است.

## جمعیت
این روستا در دهستان رودحله قرار دارد و بر اساس سرشماری رسمی در سال ۱۳۹۵ آمار جمعیت آن ۱۷۰نفر می‌باشد بر همین اساس در سال ۱۳۸۵ آمار جمعیت آن ۲۶۳نفر (۶۳خانوار) بوده‌است.